# 真菌观察者
真菌观察者（英語：Mushroom Observer）是内森·威尔逊（Nathan Wilson）于2006年成立的網站，旨在创造一个供业余真菌學摄影爱好者分享真菌照片的平台。

## 网站内容
真菌观察者是提供业余真菌爱好者分享真菌观察心得的平台。該网站的真菌照片能够帮助大众分辨眼前看到的真菌属于哪一个真菌物种，也激发社群对真菌学的兴趣。真菌观察者现有约10万名注册用户，用户上载真菌图片至該網站，并且通过投票的方式决定图片里头拍到的真菌的種類，图片皆是以創作共用授權條款版权协议发布的。該网站使用了开放源代码软件，並采用GitHub作为網頁寄存服務。

## 历史
2008年真菌观察者共收集了約7000次觀察紀錄、约1.2万张公众所拍摄的真菌照片。截至2010年共收集了53000次觀察紀錄、约10.1万张公众所拍摄的真菌照片。截至2013年共收集了12.6万次真菌观察紀錄、约33.5万张公众所拍摄的真菌照片。截至2018年6月，网页共收集了約29万次真菌觀察紀錄、共约83万张公众所拍摄的真菌照片。

## 参看
- eBird